# Phostria xanthoproctalis
Phostria xanthoproctalis là một loài bướm đêm trong họ Crambidae.